# 千葉県国際総合水泳場
千葉県国際総合水泳場（ちばけんこくさいそうごうすいえいじょう）は、千葉県習志野市茜浜二丁目にある、国際規格の水泳用プールを持つ施設である。

## 概要
JR京葉線新習志野駅南口駅前に立地する。
1996年2月竣工。指定管理者はセントラルスポーツとオーエンスグループ。

## 施設

### メインプール
50m×25mの10コース（水深2.0m）の国際基準プール。観客席は3,662席、車椅子用スペースあり。短水路大会では7、8コースの間から可動式桟橋が出てくる。

### サブプール
50m×18.5mの8コース（水深 1.2m～1.4m）の標準競泳プール。観客席は187席、常時開放。

### 初心者用プール
15m×5m（水深 60cm～80cm）。サブプールのすぐ隣。介助者を伴う身体障がい者の利用が可能

### ダイビングプール
25m×25m、水深5.0mの国際基準プール。飛込競技およびアーティスティックスイミングで使用。観客席はメインプールと共通。
- 飛び込み台 - 0.5m、3m、5m、7.5m、10m 各1台
- 飛び板 - 1m×5台、3m×3台

## 主な大会
- インターナショナル・スイム・ミート2007
- 日本選手権水泳競技大会（2007年度）
- ゆめ半島千葉国体
- 全国中学校水泳競技大会（2021年度）

## アクセス
- 鉄道・バス
  - 新習志野駅（JR京葉線） - 南口徒歩約1分[1]。
  - 津田沼駅（JR総武本線） - 新習志野駅行きバス約20分[1]。
  - 幕張本郷駅（JR東日本・京成電鉄） - 新習志野駅行きバス約20分[1]。
- 自動車
  - 東関東自動車道
    - 谷津船橋インターチェンジより約2分[1]。
    - 湾岸習志野インターチェンジより約5分[1]。
    - 湾岸千葉インターチェンジより約5分[1]。

  - 京葉道路
    - 幕張インターチェンジより約10分[1]。